# Kim Quốc Hoa
Kim Quốc Hoa (sinh 1945) tên thật là Nguyễn Quốc Hoa, là một nhà báo Việt Nam, từng là phó và tổng biên tập 6 tờ báo, tờ cuối là báo Người cao tuổi. Sau quá trình điều tra báo Người Cao Tuổi vào cuối năm 2014 đến đầu năm 2015, ngày 9 tháng 2 năm 2015, Bộ TT-TT ra quyết định thu hồi thẻ nhà báo và đề nghị cách chức Tổng biên tập báo Người cao tuổi của ông Kim Quốc Hoa, cũng như thu hồi giấy phép trang thông tin điện tử, và tên miền www.nguoicaotuoi.org.vn.

## Tiểu sử
Nguyễn Quốc Hoa đã từng tình nguyện đi miền núi xây dựng kinh tế mới, làm công nhân nông trường Quốc doanh Hữu Lũng- Lạng Sơn, và sau đó đã vào bộ đội tham chiến ở Trường Sơn trong chiến tranh Việt Nam. Ông sau đó trở thành phóng viên quân đội, rồi được bổ nhiệm Phó Tổng biên tập phụ trách tờ Chiến sĩ Hậu cần.
Năm 1990, Kim Quốc Hoa, lúc đó là trung tá, về làm Tổng biên tập tờ báo Tuổi trẻ Thủ Đô thuộc Thành Đoàn Hà Nội. Sau đó ông làm Phó TBT phụ trách báo Lao động Xã hội, rồi 1997, về làm TBT báo Xây dựng cho bộ Xây dựng.
Sau khi về hưu, Kim Quốc Hoa lại sáng lập và làm TBT tờ Doanh nghiệp Đầu tư nước ngoài và làm TBT hai năm trước khi về làm TBT báo Người cao tuổi cho Hội người Cao tuổi.

### Báo Người cao tuổi
Năm 2008, khi nhận chức Tổng biên tập báo Người cao tuổi, ông Kim Quốc Hoa được nguyên Tổng Bí thư Lê Khả Phiêu tâm tư, đề nghị đi sâu đề tài về sai phạm đất đai, vì nhiều nơi dân bị thu hồi đất đai trái phép. Do đó sau 5 năm nhậm chức Báo Người Cao tuổi đã đăng hơn 1.200 vụ việc liên quan đến đất đai, vạch trần những quyết định thu hồi đất trái pháp luật, đền bù rẻ mạt, cưỡng chế vô lối... Tổng cộng trong thời gian đó báo đã phanh phui 1.500 vụ tiêu cực, tham nhũng.Theo Văn bản số 37/BTV-HNCT của Chủ tịch Hội Người Cao tuổi, thì chỉ trong 8 năm (2007 – 2014), báo đã phanh phui hơn 2.500 vụ tham nhũng, tiêu cực từ cấp xã trở lên, cơ bản đảm bảo chính xác, nhiều vụ điển hình được xử lý, thu về cho ngân sách hàng trăm tỷ đồng.

#### Những vụ nổi tiếng
- Chủ tịch tỉnh Hà Giang Nguyễn Trường Tô coi thường pháp luật bị bãi nhiệm chức.
- Sự kiện nữ doanh nhân Đặng Thị Hoàng Yến bị bãi miễn tư cách ĐBQH, mặc dù từng là đảng viên nhưng lại khai nữ doanh nhân ngoài đảng để ứng cử ĐBQH[1].
- Phát hiện tài sản bất minh của cựu tổng thanh tra nhà nước Trần Văn Truyền.

## Vụ án Báo Người cao tuổi
Ngày 9 tháng 2 năm 2015, Bộ Thông tin-Truyền thông (TT-TT) đã công bố kết luận thanh tra, thực hiện từ 7-11-2014 đến 7-1-2015, qua đó đã phát hiện một số sai phạm về giấy phép hoạt động, nội dung thông tin báo chí và thông tin trên mạng của Báo Người cao tuổi (nguoicaotuoi.org.vn). Từ đó, Bộ TT-TT đã ra quyết định thu hồi giấy phép trang thông tin điện tử, thu hồi tên miền www.nguoicaotuoi.org.vn; thu hồi thẻ nhà báo của ông Kim Quốc Hoa, Tổng Biên tập Báo Người cao tuổi. Cùng ngày 9-2, Cơ quan An ninh điều tra Bộ Công an đã ra quyết định khởi tố vụ án hình sự "Lợi dụng các quyền tự do dân chủ xâm phạm lợi ích của Nhà nước, quyền, lợi ích hợp pháp của tổ chức, công dân" xảy ra tại TP Hà Nội và một số địa phương khác, quy định tại Điều 258 Bộ luật Hình sự liên quan tới Báo Người cao tuổi. Theo Tiến sĩ Heiner Bielefeldt, Báo cáo viên đặc biệt của Liên Hợp Quốc, điều luật này quá mơ hồ, dễ bị lạm dụng để bắt bớ những người có chính kiến trong xã hội và “cần phải được bãi bỏ hoặc sửa đổi”. Quan điểm này được ông nhấn mạnh trong báo cáo gửi Hội đồng Nhân quyền Liên Hợp Quốc ngày 30/1/2015.
Sau khi tờ Người Cao Tuổi online bị cắt truy cập, ấn bản báo in của Người Cao Tuổi vẫn phát hành số 1549 ra ngày 10-2-2015. Số báo này có đăng lại văn bản của bà Cù Thị Hậu, Anh hùng lao động, Đại biểu Quốc hội, Chủ tịch Trung ương Hội Người cao tuổi,gửi cho Bộ Thông tin và Truyền thông mạnh mẽ bác bỏ kết luận của đoàn Thanh tra thuộc bộ này, cho là họ đã làm việc tắc trách, thiếu dân chủ, có tính áp đặt lên tờ báo Người Cao Tuổi. Tổng biên tập Kim Quốc Hoa được Hội Người cao tuổi đề nghị phong danh hiệu 'chiến sĩ thi đua' và Bộ Thông tin Truyền thông không đồng tình nên thanh tra để có bằng chứng ủng hộ quan điểm của họ.
Ngày 10/2, Hội nhà báo VN đã có quyết định chuẩn y việc thu hồi thẻ hội viên của ông Kim Quốc Hoa, hội viên chi hội nhà báo báo Người cao tuổi, vì đã vi phạm điều lệ Hội nhà báo VN, quy định về đạo đức nghề nghiệp của người làm báo VN. Ngày 12/2, ban Thường vụ TƯ Hội Người cao tuổi đã ra quyết định là ông Kim Quốc Hoa phải tạm dừng nhiệm vụ điều hành báo Người cao tuổi. Cùng ngày, Thanh tra Bộ TT&TT ra quyết định, phạt báo Người cao tuổi tổng cộng lên tới 699,7 triệu đồng, tịch thu tên miền nguoicaotuoi.org.vn và báo này phải xin lỗi, cải chính những bài báo sai sự thật.
Trong công văn trả lời báo Người cao tuổi, Thủ tướng Nguyễn Tấn Dũng khẳng định việc thanh tra đột xuất tờ báo này là do Bộ TT&TT quyết định, thực hiện theo chức năng, thẩm quyền. Thủ tướng yêu cầu Trung ương Hội người cao tuổi Việt Nam làm việc với Bộ Thông tin và Truyền thông và các cơ quan chức năng để xử lý các vấn đề liên quan đến việc thanh tra nói trên, đảm bảo đúng quy định của pháp luật.

### Khởi tố
Ngày 12/5, ông Kim Quốc Hoa bị Bộ Công an khởi tố về tội “lợi dụng các quyền tự do dân chủ xâm phạm lợi ích của Nhà nước; quyền, lợi ích hợp pháp của tổ chức, công dân” theo quy định tại điều 258 Bộ luật hình sự về 11 bài viết “có dấu hiệu vi phạm pháp luật”. Trong đó, có sáu bài bị cho là “có dấu hiệu lợi dụng các quyền tự do dân chủ xâm phạm lợi ích của Nhà nước; quyền, lợi ích hợp pháp của tổ chức, công dân” và năm bài “tiết lộ bí mật nhà nước, có dấu hiệu tiết lộ bí mật nhà nước”.
Ngày 1 tháng 11, Báo Tuổi Trẻ cho hay cơ quan an ninh điều tra Bộ Công an đề nghị Viện Kiểm sát Nhân dân Tối cao truy tố bị can Kim Quốc Hoa "về tội Lợi dụng các quyền tự do dân chủ xâm phạm lợi ích của Nhà nước, quyền, lợi ích hợp pháp của tổ chức, công dân theo Điều 258 Bộ Luật hình sự".

#### Thắc mắc
Phê bình đơn khởi tố của Bộ Công an, luật sư Trần Hồng Phong viết: "Tôi tự hỏi tại sao trong vụ việc này, các "nạn nhân" hay "người bị hại" - của 23 bài báo đó - nếu có - không khởi kiện, yêu cầu báo Người Cao Tuổi đính chính, xin lỗi và thậm chí bồi thường thiệt hại? Nếu có kiện hay khiếu nại, thì tại sao không thấy kết quả giải quyết - về mặt hành chính, dân sự?"

### Đình chỉ
Ngày 21/12, Viện Kiểm sát Nhân dân Tối cao quyết định đình chỉ vụ án Lợi dụng quyền tự do dân chủ theo Điều 258 Bộ Luật Hình sự với Tổng biên tập báo Người Cao Tuổi Kim Quốc Hoa, do "đã nhận thức rõ sai phạm và có đơn xin miễn trách nhiệm hình sự".

### Nhận xét
- Đài RFA: Kim Quốc Hoa về cơ bản là một nhà báo dùng ngòi bút làm kinh tế. Đa phần các bài báo mà ông cho đăng tải có nội dung vu khống. Thông tin đăng tài không hề được kiểm chứng.

| “ | "Khi một Tổng biên tập chỉ trong vòng 8 năm có thành tích lôi 2.500 vụ án tham nhũng, tha hóa hay có hình thức phe cánh, bè đảng gây hại tới đất nước thì ông Tổng biên tập ấy khó nói là một nhà báo giỏi hay can đảm mà phải nói rằng phía sau ông ấy là cả một lực lượng đủ mạnh để che chắn cho ông và tờ báo để nó làm được những gì mà các tờ báo khác không làm được trong bối cảnh bưng bít đối với chính quyền và Đảng cộng sản Việt Nam." | ” |

- Nhà văn nhà báo Võ Văn Tạo, 8 năm ngồi ghế Hội thẩm Nhân dân, từ Nha Trang nhận định:

| “ | “Thông thường là người ta xử lý dân sự, ở đây dấu hiệu hình sự hóa quá rõ ràng rồi. Tôi cho rằng nếu như cấp lãnh đạo của Đảng và Nhà nước mà không xử lý khéo léo vụ này thì sẽ đổ bể chút lòng tin còn lại cuối cùng trong nhân dân và chắc chắn rằng đội ngũ báo chí sẽ thui chột rất nhiều, không bao giờ báo chí có thể làm được nhiệm vụ chống tiêu cực theo đúng như chủ trương của Đảng và Nhà nước vẫn hô hào…” | ” |

- Nhà văn Võ thị Hảo cho đây là nạn nhân của "búa liềm quyền lực đen"[3]. Bà chỉ trích Làng báo (838 tờ) chỉ đưa tin, đúng như nội dung họp báo của Bộ TT-TT mà không có một lời bình luận, hay tìm hiểu thỏa đáng để làm rõ vụ việc.[3]
- Luật sư Trần Vũ Hải nhận định trên Facebook cá nhân: "Mặc dù từng đối đầu và không đồng ý nhiều việc với ông TBT báo Người cao tuổi, nhưng tôi vẫn cho rằng sau thanh tra nhanh chóng đề nghị cách chức ông và chuyển sang cơ quan an ninh điều tra là có vấn đề và không công bằng."[3]
- Nói về hiện trạng trả thù người chống tiêu cực tham nhũng ở VN Phó Chủ nhiệm Ủy ban Tư pháp Quốc hội Nguyễn Đình Quyền ngày 27.10.2014 khi trả lời danviet.vn đã nêu quan điểm sau phiên thảo luận của Quốc hội:

| “ | "Không ít trường hợp tố cáo tham nhũng đã bị trả thù bằng hình thức này hay hình thức khác. Đây chính là rào cản khiến người dân không muốn tham gia vào việc tố cáo tham nhũng". | ” |

#### Phản đối
Ủy ban bảo vệ các nhà báo (CPJ) ngày 12/5/2015 ra thông cáo báo chí, kêu gọi Việt Nam bỏ các cáo trạng chống lại ông Kim Quốc Hoa, cựu tổng biên tập báo Người Cao Tuổi. CPJ cũng đề nghị chính phủ Việt Nam tạo điều kiện cho báo chí thể hiện vai trò của họ mà không lo sợ bị trả đũa.